# لوسی (جنوبی‌کپی)
لوسی (جنوبی‌کپی عفاری) نام مصطلحی است برای AL ۲۸۸–۱، مجموعه‌ای شامل چندصد قطعه استخوان فسیل که ۴۰ درصد از اسکلت یک انسان‌تبار مؤنث از نوع جنوبی‌کپی عفاری را تشکیل می‌دهد. لوسی به گونهٔ جنوبی‌کپی آسا تعلق دارد و قدمت آن ۳٫۲ میلیون سال برآورد شده است.
لوسی در سال ۱۹۷۴ توسط دونالد جانسون دیرین‌مردم‌شناس معروف موزه تاریخ طبیعی کلیولند، در آفریقا جایی نزدیک روستای هادر در دره آواش در منطقه‌ای موسوم به مثلث عفر واقع در اتیوپی کشف شده است.
اسکلت لوسی متشکل است از یک جمجمه کوچک از نوع جمجمه کپی غیر انسان‌تبار به انضمام نشانه‌هایی متعلق به موجودات راست‌قامت و دوپا از گونهٔ انسان (و دیگر انسان‌تبارها). ترکیت این دو نوع نشانه در جمجمه، تأییدی بر این نظریهٔ انتخاب طبیعی است که باور دارد روی دو پا ایستادن، پیش از افزایش حجم مغز در انسان‌ها اتفاق افتاده است. همچنین نتایج یک تحقیق در سال ۲۰۱۶ نشانگر این است که جنوبی‌کپی‌های عفاری غالباً درخت‌پیما بوده‌اند که البته این موضوع هنوز مورد بحث می‌باشد.
نام لوسی از آهنگ گروه بیتلز با عنوان «لوسی با الماسها در آسمان» گرفته شده که گویا در غروب نخستین روز اکتشاف بارها به صدای بلند در محل کمپ گروه اکتشاف پخش می‌شده است. پس از انتشار خبر این اکتشاف، لوسی توجهات بیشتری را برانگیخت و به اسمی محبوب و متداول تبدیل شد.
در اتیوپی این مجموعه فسیل به نام دینکنش نیز شناخته می‌شود که در زبان اَمهری «تو شگفت‌انگیزی» معنی می‌دهد.

## اکتشاف

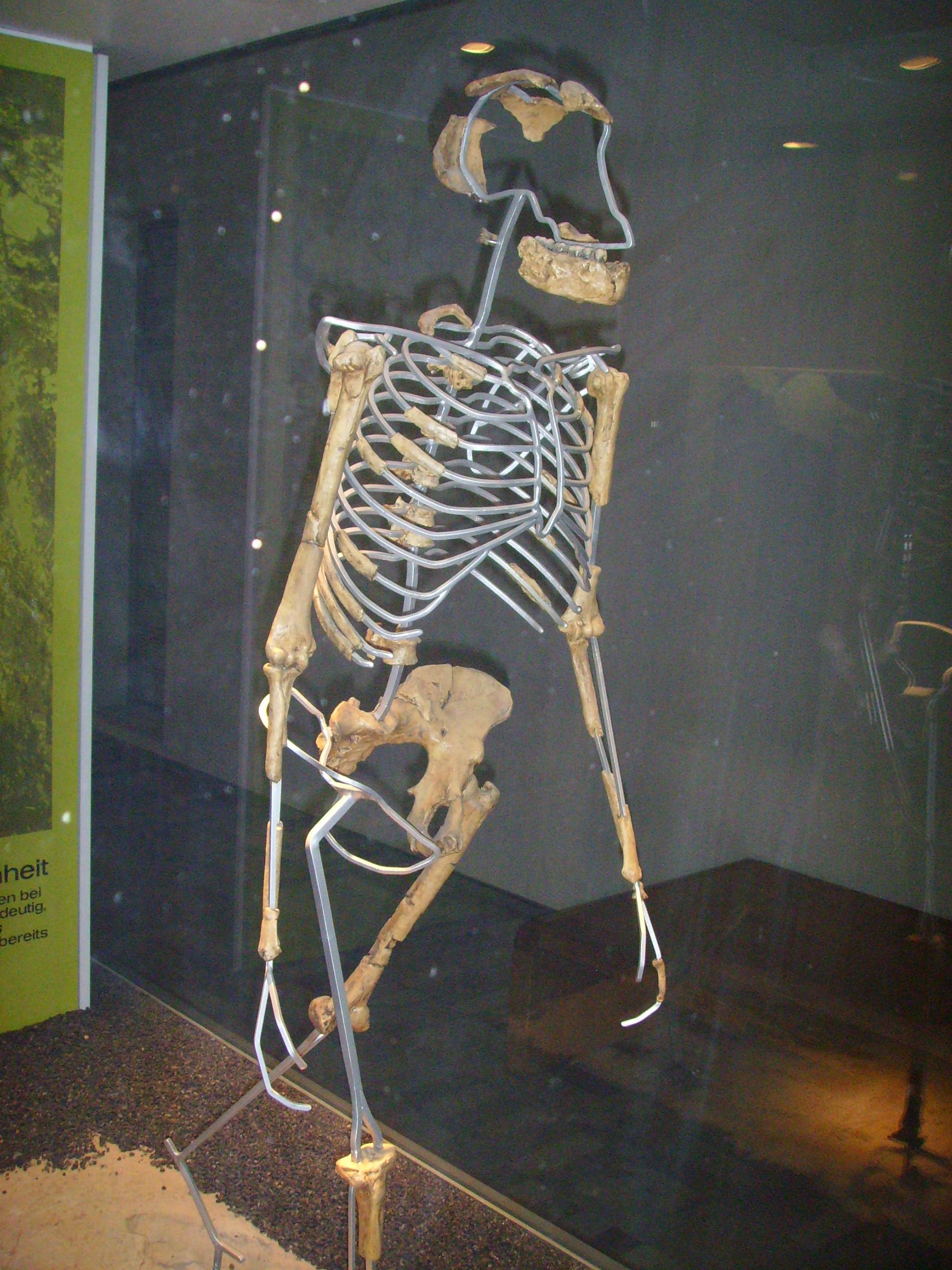
شامل چندصد قطعه استخوان فسیل که ۴۰ درصد از اسکلت یک انسان‌تبار مؤنث از نوع جنوبی‌کپی عفاری را تشکیل می‌دهد

موریس تاییپ زمین‌شناس و دیرین‌مردم‌شناس فرانسوی، در ۱۹۷۴ طی یک سری مطالعات دیرین‌شناسی ساختگاه هادر را در مثلث عفر در اتیوپی کشف کرد. او دریافت که احتمال وجود مخزنی از فسیل‌ها و دست‌ساخته‌های بشری در این منطقه بسیار زیاد است.
تاییب گروه بین‌المللی اکتشاف عفر (IARE) را تشکیل داد و از سه محقق برجسته بین‌المللی با نام‌های دونالد جانسون، گردآورنده و دیرین‌مردم‌شناس موزهٔ تاریخ طبیعی کلیولند، ماری لیکی، دیرین‌مردم‌شناس شناخته‌شدهٔ انگلیسی و ایو کوپن، دیرین‌شناس فرانسوی دعوت کرد که هدایت عملیات اکتشاف را بر عهده بگیرند. دونالد جانسون بعدها مؤسسه دودمان انسان (Institute of Human Origins) را بنیان‌گذاری کرد که اکنون بخشی از دانشگاه ایالتی آریزوناست.
به زودی یک گروه اکتشافی متشکل از ۴ آمریکایی و ۷ فرانسوی تشکیل و در پاییز ۱۹۷۳ عملیات حفاری در مناطق اطراف عفر به منظور یافتن نشانه‌های پیدایش انسان آغاز شد. در نوامبر ۱۹۷۳ در پایان فصل اول اکتشاف، دونالد جانسون فسیلی از انتهای فوقانی یک استخوان درشت نی (ساق پا) پیدا کرد که در قسمت جلو اندکی قاچ خورده بود. بخش تحتانی یک استخوان ران نیز در نزدیکی آن پیدا شد. هنگامی که او این دو استخوان در کنار هم گذاشت، زاویه اتصال زانو به وضوح نشان می‌داد که این فسیل به شماره مرجع AL ۱۲۹–۱، به یک انسان‌تبار راست‌قامت تعلق دارد.
بعدها قدمت این فسیل بیش از سه میلیون سال برآورد شد که بسیار قدیمی‌تر از دیگر گونه‌های انسان‌تبار شناخته‌شده تا آن زمان بود. موقعیت این فسیل‌ها ۲٫۵ کیلومتر از ساختگاهی که بعداً فسیل لوسی در آن کشف شد فاصله داشت و درون توده صخره‌ای به عمق ۶۱ متر پایین‌تر از سطحی که باقی مانده‌های لوسی در آن کشف شد، قرار داشت.
گروه سال بعد برای فصل دوم اکتشاف به منطقه بازگشت و آرواره‌هایی متعلق به یک انسان‌تبار پیدا کرد. سپس در صبح ۲۴ نوامبر ۱۹۷۴ جانسون کار بر روی یادداشت‌های صحرایی روزانه‌اش را کنار گذاشت تا در جستجوی موقعیت شماره ۱۶۲ برای پیدا کردن استخوان فسیل، به دانشجوی تازه فارغ‌التحصیل‌شده‌ای با نام تام‌گری بپیوندد. بعدها دونالد جانسون تعریف کرد که او و تام‌گری دو ساعت در هوای داغ و صحرایی، زمین خاکی را جستجو کرده بودند.
جانسون روی یک برآمدگی تصمیم گرفت به انتهای یک آبگذر کوچک که قبلاً حداقل دو بار توسط کارگران کاوش شده بود نگاهی بیندازد. در ابتدا چیزی به چشم نمی‌خورد ولی وقتی تصمیم به برگشت گرفتند، بخشی از یک استخوان بازو که روی شیب قرار گرفته بود توجه جانسون را به خودش جلب کرد. نزدیک آن تکه‌ای از پشت یک جمجمه کوچک وجود داشت. حدود یک متر دورتر توجه آن‌ها به یک استخوان ساق پا جلب شد. با کاوش بیشتر آن‌ها استخوان‌های بیشتری پیدا کردند که شامل مهره‌های ستون فقرات، بخشی از لگن، دنده‌ها و تکه‌هایی از آرواره را شامل می‌شد. آن‌ها در حالی که از اکتشاف تعداد زیادی استخوان متعلق به یک انسان تبار هیجان‌زده بودند، منطقه را علامتگذاری کرده و به کمپ بازگشتند. بعد از ظهر همه گروه به آبگذر بازگشتند تا منطقه را تقسیم‌بندی کرده و برای حفاری بیشتر و گردآوری فسیل‌ها آماده کنند. این عمل سه هفته به طول انجامید.
در همان عصر روز نخستین آن‌ها در کمپ جشن گرفته و طی مراحلی این مجموعه فسیل را AL ۲۸۸–۱ «لوسی» نامگذاری کردند. این نام برگرفته از آهنگ گروه بیتل‌ها با نام لوسی با الماس‌ها در آسمان است که در آن غروب با صدای بلند و مکرراً از دستگاه ضیط صوت کمپ پخش می‌شد.
در طول سه هفته آینده گروه چند صد تکه استخوان کشف کرد. از آنجا که از هیچ گونه استخوانی بیش از یک نمونه کشف نشد، این باور اولیه که همه استخوان‌ها متعلق به یک انسان واحد بوده و نه چندین انسان تأیید شد. در نهایت کاشف به عمل آمد که در مجموع ۴۰ درصد از اسکلت یک موجود انسان‌تبار در منطقه به دست آمده است.
جانسون براساس استخوان لگن و استخوان خاجی و با توجه به شکاف عرض لگن حدس زد که استخوان متعلق به یک انسان‌تبار مؤنث می‌باشد. لوسی (در زمان حیات) ۱٫۱ متر قد و ۲۹ کیلو وزن داشته و به لحاظ ظاهری (بعد از بازسازی) شبیه یک شامپانزه بوده است. این موجود دارای مغزی به کوچکی شامپانزه بود، ولی با استخوان‌بندی مشابه انسان‌های مدرن در بخش لگن و رانها، که نشانگر این حقیقت بود که گونه لوسی از نوع انسان‌تبارهایی بوده که بر روی دو پا و ایستاده راه می‌رفتند. جانسون با اجازه دولت اتیوپی همه مجموعه تکه‌های اسکلت را به موزه تاریخ طبیعی کلیولند در اوهایو برد، جایی که اسکلت توسط اوون لویجوی مردم‌شناس سرهم و بازسازی شد و حدود ۹ سال بعد که به مجموعه‌ای یکپارچه و شکل‌یافته تبدیل شده بود به اتیوپی بازگردانده شد.
لوسی که از گونه انسانیان پیشاانسان و فسیل انسان‌تبار بود، توجه جمعی را برانگیخت و در سراسر جهان معروف شد. داستان اکتشاف و بازسازی اسکلت لوسی در کتابی توسط جانسون نگارش و منتشر شده است.
یافته‌های بیشتری از عفاری‌ها در طول دهه ۱۹۷۰ و بعد از آن به دست آمد که شناخت از تنوع طیفی و انفکاک جنسی گونه‌های مختلف را افزایش داد. یک اسکلت کامل‌تر از گونهٔ انسان‌سانان آردی‌کپی در دره آواش در ۱۹۹۲ کشف شد. «آردی» مانند «لوسی» یک انسان‌سان در حال تبدیل به گونهٔ انسان‌تبار بود با این تفاوت که آردی ۴٫۴ میلیون سال قبل می‌زیسته و تکامل آن زودتر از عفاری‌ها صورت گرفته بود. حفاری، نگهداری و تحلیل نمونهٔ آردی بسیار دشوار و زمانبر بود، و هر چند کار در ۱۹۹۲ آغاز شد، ولی نتیجه مطالعات تا اکتبر ۲۰۰۹ منتشر نشد.

## تخمین سن فسیل لوسی
در سال ۱۹۷۴ نخستین تلاش‌ها برای برآورد سن فسیل لوسی توسط موریس تایب و جیمز آرنسون در آزمایشگاه آرنسون دانشگاه کیس وسترن رزرو با استفاده از روش قدمت سنجی رادیومتریک پتاسیم-آرگون انجام گرفت. این تلاش‌ها از آنچا که سنگ‌های موجود در محل اکتشاف به خاطر فعالیت‌های آتشفشانی به لحاظ شیمیایی دچار دگرگونی شده بودند، با مشکل مواجه شد. کریستال‌های با قابلیت تاریخ‌سنجی در نمونه مصالح یافت‌شده بسیار اندک وانگشت‌شمار بودند. در هدر هیچ نوع سنگ آذرینی یافت نمی‌شد. فسیل لوسی در ناحیه‌ای از هدر یافت شده بود که سرعت انباشتگی رسوب و ته‌نشینی در آن بالاست. اگر چه این احتمالاً یکی از دلایل محفوظ ماندن اسکلت می‌باشد.
عملیات محلی در هدر در زمستان ۷۷–۱۹۷۶ متوقف شد. اما این عملیات سیزده سال بعد، در ۱۹۹۰ دوباره از سر گرفته شد، زمانی که فناوری دقیق‌تر قدمت‌سنجی به روش آرگون –آرگون در دانشگاه تورنتو توسط درک یورک به روزرسانی شده بود. در ۱۹۹۲ آرنسون و رابرت والتر دو نمونه مناسب از خاکستر آتشفشانی یافتند. لایه قدیمی‌تر حدود ۱۸ متر پایین‌تر از فسیل و لایه جوان فقط در عمق یک متری از آن واقع شده بودند که تقریب نزدیکی از قدمت انباشتگی نمونه به دست می‌داد. سن این نمونه‌ها در آزمایشگاه باستان–زمین‌شناسی مؤسسه دودمان انسان با روش آرگون –آرگون ۳٫۲۲ تا ۳٫۱۸ میلیون سال تخمین زده شد.

## مشخصه‌های قابل توجه

### راه رفتن
یکی از شاخص‌ترین ویژگی‌های اسکلت، والگوس زانو (پای ضربدری) نشانگر این واقعیت است که لوسی به‌طور غالب روی دو پا راه می‌رفته. همچنین استخوان ران، مجموعه‌ای از ویژگی‌های موروثی و ویژگی‌های تکامل‌یافته را به نمایش می‌گذارد.
سر استخوان ران، کوچک و گردن این استخوان کوتاه است و مشابه انسان‌های اولیه، یک ویژگی موروثی به‌شمار می‌آید. در صورتی که استخوان تروکانتر کوتاه و مشابه گونهٔ انسانی می‌باشد که یک خصیصه تکامل‌یافته تلقی می‌شود، هر چند که برخلاف انسان‌ها، بالاتر از سر استخوان ران قرار دارد. نسبت بازوها به ران‌های او ۸۴٫۶ درصد می‌باشد که با مقایسه این نسبت در انسان‌ها ۷۱٫۸٪ و شامپانزه‌ها ۹۷٫۸٪ بیانگر آن است که یا بازوان گونه‌های عفاری رو به کوتاه شدن می‌رفته، یا ران‌های آن‌ها به مرور بلندتر می‌شده، یا هر دو پدیده هم‌زمان اتفاق افتاده است.
لوسی همچنین انحنای ستون فقرات داشته که یکی دیگر از نشانه‌های زندگی به شکل دوپایان است. او قطعاً به لحاظ فیزیولوژکی پاهای صاف داشته که نباید با عارضه کف پای صاف اشتباه گرفته شود. حال آن که سایر نمونه‌های عفاری کف پاهای مقعر داشتند.

### لگن خاصره
جانسون، استخوان خاجی و استخوان بی‌نام (لگن خاصره) لوسی را بازسازی نمود. اگر چه استخوان خاجی سالم و دست‌نخورده مانده بود ولی استخوان خاصره کاملاً تغییر شکل داده بود که می‌شد آن را به دو شکل کاملاً متفاوت بازسازی کرد.
روش اول بازسازی استخوان تهیگاهی با پیچش کوچک و بدون پوشش قدامی به دست آمد که بسیار مشابه نمونه میمونی بود. اما این بازسازی به روش اشتباهی صورت گرفته بود، چرا که شاخک پوبیک فوقانی نمی‌توانست در این شکل به استخوان تهیگاه متصل شود. در روش دوم که توسط تیم وایت انجام شد، استخوان تهیگاه پیچش (تاب) بزرگتری داشته و دارای یک پوشش قدامی بود. قوس پوبیک لوسی بیش از ۹۰ درجه و از نوع تکامل‌یافته بود که مشابه انسان مؤنث مدرن است. گرچه استخوان خاجی او کوچک و مشابه انسان اولیه است.

### جمجمه
بازمانده‌های به‌دست‌آمده از جمجمه لوسی نشانه‌های بسیار کمتری از تکامل‌یافتگی در مقایسه با سایر اسکلت در خود دارد. استخوان بالای جمجمه لوسی بیشتر از نوع اولیه بود حال آنکه دندانهای نیش او ساییده‌تر از نمونهٔ مشابه در میمون‌ها است. حجم جمجمه لوسی حدود ۳۷۵ تا ۵۰۰ سی‌سی بود.

### قفسه سینه و رژیم گیاه‌محور
به نظر می‌رسد کپی‌جنوبی‌های عفاری قفسه سینه مخروطی، مشابه میمون‌های بزرگ امروزی مثل شامپانزه‌ها و گوریل‌ها داشته‌اند که فضای بیشتری به معده در قسمت پایین اختصاص می‌داد که نشانه‌های وجود رودهٔ طولانی‌تر برای هضم حجم زیاد سبزیجات است.
در میمون‌های بزرگ ۶۰ درصد از حجم خونِ در گردش، صرف پروسه هضم می‌شود. فرایندی که مانع توسعه و تکامل عملکرد مغز می‌شود، چون در این‌گونه فقط ۱۰ درصد از حجم خون به مغز می‌رسد. همچنین عضلات سنگین آرواره که عمل سنگین جویدن گیاهان را انجام می‌دهد، به‌طور مشابه مانع از گسترش و رشد جمجمه و مغز می‌شود. در طول تکامل بشر همراه با حذف ژن میوزین MYH۱۶ این عضلات نیز ضعیف‌تر شده‌اند؛ دو پدیدهٔ حذفی پایه که حدود ۲٫۴ میلیون سال قبل اتفاق افتاده است.

### یافته‌های دیگر
مطالعه آرواره پایینی تعدادی از عفارین‌ها نشانگر آن است که آروارهٔ لوسی نه مشابه انسان‌تبارها بلکه بیشتر مشابه گوریل‌ها است. رَک و ال نتیجه‌گیری کرده است که این ریخت‌شناسی به‌طور مستقل در انسان‌تبارها و گوریل‌ها شکل گرفته و عفارین‌ها تکامل‌یافته‌تر از آن بودند که جد مشترک برای انسان‌سان‌ها و پرامردم‌ها باشند.

## سن در زمان مرگ
دلیل مرگ لوسی قابل تعیین نیست. نمونه فاقد نشانه‌های ضایعه استخوانی پس از مرگ است که از علایم شکار شدن و دریده شدن توسط حیوانات شکارچی است. تنها ضایعه مشهود اثر دندان نیش در بالای استخوان پوبیک چپ اوست که به نظر می‌رسد متعلق به همان محدوده زمانی مرگ وی باشد اما الزاماً با مرگ وی مرتبط نیست. ردیف سوم دندان‌های آسیای پوسیده و کرم‌خورده نشانگر آن است که اسکلت کاملاً رشد کرده و موجود بالغی بوده است.
نشانه‌هایی از انحراف در استخوان مهره‌های او یافت شد که الزاماً دلیل کهولت سن نیست. باور بر این است که او در زمان مرگ ۱۲ سال داشته و بالغ بوده و بزرگسالی جوان محسوب می‌شده است.
در ۲۰۱۶ محققان دانشگاه آستین تگزاس احتمال دادند که لوسی بر اثر سقوط از درخت مرده است، اما دونالد جانسون و تیم وایت این نظریه را مردود شمردند.

## نمایشگاه‌ها

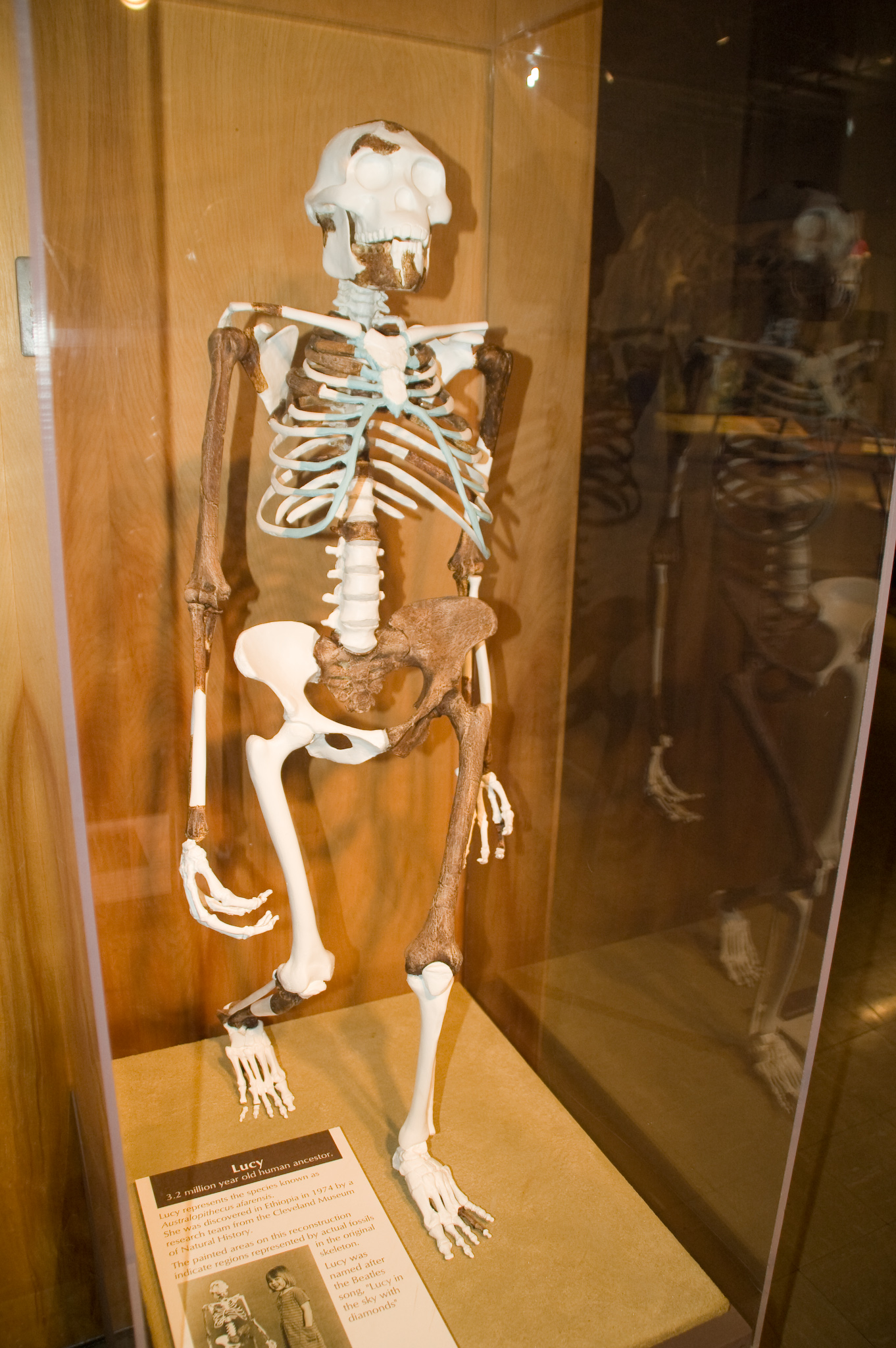
اسکلت بازسازی شده لوسی، موزه تاریخ طبیعی کلیولند

در پی بحث‌هایی که پیرامون خطر صدمه به این مجموعه فسیل مطرح شد، موزه‌های دیگر ترجیح دادند فقط نمونه‌های گچی بازسازی شدهٔ فسیل را نمایش دهند. فسیل اصلی در ۲۰۱۳ به اتیوپی بازگردانده شد و هم‌اکنون اسکلت لوسی در موزه ملی اتیوپی در آدیس آبابا نگهداری می‌شود. در آنجا نیز نمونهٔ المثنی گچی به تماشای عموم گذاشته شده است.
همچنین یک نمونه بازسازی شده از اسکلت اولیه نیز برای تماشا در موزه تاریخ طبیعی کلیولند وجود دارد. در موزه آمریکایی تاریخ طبیعی در شهر نیویورک، ماکت‌هایی از کپی‌جنوبی‌های عفاری و سایر اسلاف انسان به نمایش گذاشته شده که در آن، هر گونه به همراه محل زندگی‌اش و توضیحاتی در خصوص رفتارها و توانایی‌های آن نشان داده شده است. قالبی از اسکلت به همراه مجسمه بازسازی شده لوسی نیز در موزه فیلد شیکاگو وجود دارد.

### تور ایالات متحده
در سال‌های ۲۰۰۷ تا ۲۰۱۳ تور ۶ ساله‌ای در ایالات متحده با عنوان میراث لوسی: گنجینه پنهان اتیوپی برگزار شد که در آن اسکلت واقعیِ سرهم‌شدهٔ لوسی به همراه ۱۰۰ قطعه اشیا متعلق به دوران ماقبل تاریخ تا زمان حال نمایش داده می‌شد. تور توسط موزه علوم طبیعی هیوستون و با تأیید دولت اتیوپی و وزارت امور خارجه آمریکا برگزار شد و بخشی از عواید تور به مدرن‌سازی موزه‌های اتیوپی اختصاص یافت.
پیش از تور مباحث بسیاری مبنی بر نگرانی در خصوص شکنندگی نمونه درگرفت که طی آن کارشناسان مختلفی از جمله اون اوجوی دیرین‌مردم‌شناس و ریچارد لیکی مردم‌شناس و طرفدار حفظ منابع طبیعی، مخالفت خود را به صورت علنی اعلام نمودند. به همین دلیل مؤسسه اسمیت سونیان و موزه تاریخ طبیعی کلیولند از میزبانی تور خودداری نمودند.
کاشفِ فسیل، دان جانسون نگرانی خود در خصوص صدمات احتمالی را ابراز نمود ولی با برگزاری تور و نمایش فسیل لوسی مخالفت ننمود. چرا که احساس می‌کرد باید آگاهی نسبت به مطالعات در زمینه ریشه‌های پیدایش انسان‌ها افزایش یابد. موزه هیوستن ترتیبی به عمل آورد که تور در ده موزه دیگر نیز برگزار شود، از جمله مرکز علوم پاسفیک در سیاتل.
در سپتامبر ۲۰۰۸ در فاصله زمانی بین برگزاری تورهای سیاتل و هیوستن مجموعه اسکلت برای ۱۰ روز به دانشگاه آستین تگزاس برده شد تا سی‌تی‌اسکن با رزولوشن بالا بر روی اسکلت انجام بگیرد.
لوسی بین ماه‌های ژوئن تا اکتبر ۲۰۰۹ در شهر نیویورک در نمایشگاه تایم اسکور دیسکاوری (نمایشگاه دیسکاوری در میدان تایم) نمایش داده شد. در نیویورک همچنین ایدا (پلیت b) نیمهٔ اخیراً پیدا شدهٔ داروین نیز نمایش داده شد. لوسی همچنین در موزه مردم‌شناسی مکزیک به نمایش گذاشته شد.
در ماه مه ۲۰۱۳ فسیل لوسی به اتیوپی بازگردانده شد. اتیوپی مراسم جشنی برای بازگشت لوسی برگزار کرد.